# Antonio María Javierre Ortas
Antonio María Javierre Ortas (Huesca, 21 febbraio 1921 – Roma, 1º febbraio 2007) è stato un cardinale e arcivescovo cattolico spagnolo.

## Biografia
Ha conseguito il dottorato in sacra teologia al termine degli studi di filosofia, pedagogia e teologia compiuti in Spagna, Belgio ed Italia. Il 24 aprile 1949 è stato ordinato sacerdote per la Società salesiana di San Giovanni Bosco.
Dal 1951 al 1976 è stato professore di teologia fondamentale presso il Pontificio Ateneo Salesiano di Torino; dal 1959 al 1971 è stato anche decano della facoltà di teologia e dal 1971 al 1974 è diventato rettore. Durante il suo rettorato l'ateneo è diventato università pontificia e la sede è stata trasferita a Roma.
Ha partecipato ai lavori del Concilio Vaticano II in qualità di esperto di ecumenismo.
Il 20 maggio 1976 papa Paolo VI lo ha nominato segretario della Congregazione per l'Educazione cattolica e contestualmente arcivescovo titolare di Meta; ha ricevuto la consacrazione episcopale il successivo 29 giugno 1976 dal cardinale Vicente Enrique y Tarancón, co-consacranti il cardinale salesiano Rosalio José Castillo Lara e il vescovo Javier Osés Flamarique.
Papa Giovanni Paolo II lo ha nominato cardinale assegnandoli la diaconia di Santa Maria Liberatrice a Monte Testaccio.
Il 1º luglio 1988 è stato nominato Archivista e Bibliotecario di Santa Romana Chiesa.
Il 24 gennaio 1992 è diventato prefetto della Congregazione per il culto divino e la disciplina dei sacramenti, incarico che ha ricoperto fino al 21 giugno 1996. Durante il suo mandato, nel 1992, ha permesso l'esistenza di chierichette nella Chiesa, una decisione un po' contestata, perché la pratica era stata precedentemente bandita dal dicastero da lui guidato e poiché si riteneva che con l'avere solo chierichetti maschi si potesse attrarre un maggior numero di candidati al sacerdozio.
Il 9 gennaio 1999 è stato elevato al rango di cardinale presbitero e la sua diaconia elevata pro illa vice a titolo presbiterale.
Da tempo sottoposto a dialisi, è morto a Roma alle 6.30 del 1º febbraio 2007 per un arresto cardiaco.
Le esequie si sono tenute il 2 febbraio alle ore 12 all'Altare della Cattedra della Basilica di San Pietro. La liturgia esequiale è stata presieduta da papa Benedetto XVI. È sepolto nelle catacombe di San Callisto.

## Genealogia episcopale e successione apostolica
La genealogia episcopale è:
- Cardinale Scipione Rebiba
- Cardinale Giulio Antonio Santori
- Cardinale Girolamo Bernerio, O.P.
- Arcivescovo Galeazzo Sanvitale
- Cardinale Ludovico Ludovisi
- Cardinale Luigi Caetani
- Cardinale Ulderico Carpegna
- Cardinale Paluzzo Paluzzi Altieri degli Albertoni
- Papa Benedetto XIII
- Papa Benedetto XIV
- Papa Clemente XIII
- Cardinale Marcantonio Colonna
- Cardinale Giacinto Sigismondo Gerdil, B.
- Cardinale Giulio Maria della Somaglia
- Cardinale Carlo Odescalchi, S.I.
- Cardinale Costantino Patrizi Naro
- Cardinale Lucido Maria Parocchi
- Papa Pio X
- Papa Benedetto XV
- Cardinale Federico Tedeschini
- Vescovo Manuel Moll y Salord
- Cardinale Vicente Enrique y Tarancón
- Cardinale Antonio María Javierre Ortas, S.D.B.

La successione apostolica è:
- Arcivescovo Ramiro Moliner Inglés (1993)